# Mali Raznokol
Mali Raznokol (del ruso: Малый Разнокол) es un jútor del ókrug urbano de la ciudad-balneario de Anapa del krai de Krasnodar, en el sur de Rusia. Está situado en la orilla sur del limán Raznokol, junto al delta del Kubán, en las estribaciones de poniente del Cáucaso Occidental, 30 km al norte de la ciudad de Anapa y 121 km al oeste de Krasnodar. Tenía 141 habitantes en 2010.
Pertenece al municipio Pervomaiskoye.